# Voskehask
Voskehask (armeniska: Ոսկեհասկ) är en ort i Armenien. Orten döptes om till Voshehask 26 april 1946. Den ligger i provinsen Sjirak, i den nordvästra delen av landet, 90 kilometer nordväst om huvudstaden Jerevan. Voskehask ligger 1 495 meter över havet och antalet invånare är 1 803.
Terrängen runt Voskehask är lite kuperad. Runt Voskehask är det ganska tätbefolkat, med 129 invånare per kvadratkilometer.. Närmaste större samhälle är Gjumri, 6,8 kilometer nordost om Voskehask.
Runt Voskehask är det i huvudsak tätbebyggt.